# Antoine-Marie-Benoit Besson
Antoine-Marie-Benoit Besson, francoski general, * 1876, † 1969.